# 大井第一生命館ビル

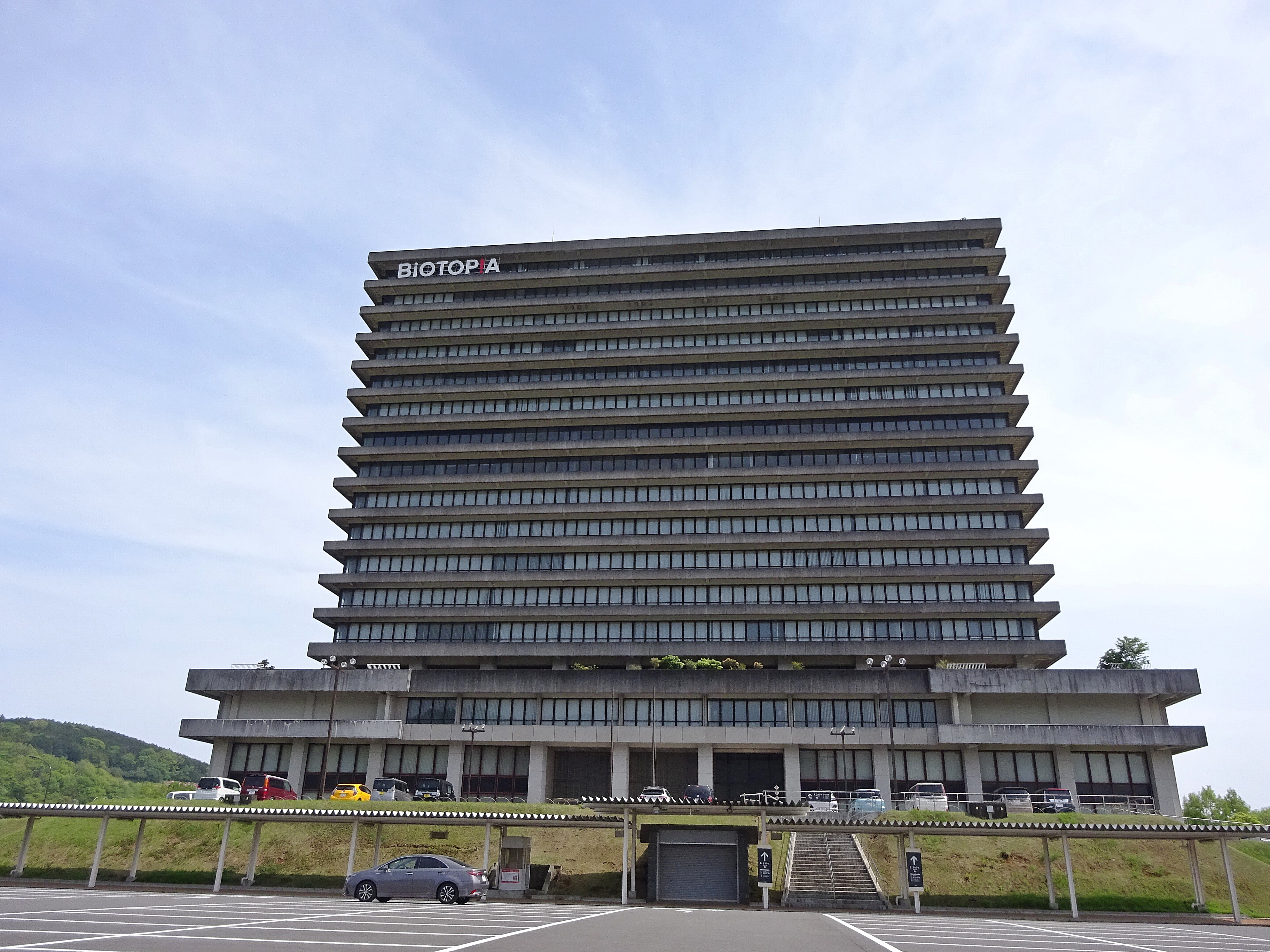
ビオトピア（2018年以降）

大井第一生命館ビル（おおいだいいちせいめいかんビル）は、神奈川県足柄上郡大井町にある高層ビル。かつては第一生命保険が本社機能の一部を置き、「かながわの建築物100選」、「第10回BCS賞」にも選ばれている。現在は「未病バレー BIOTOPIA（ビオトピア）」内のテナントビルとして、ブルックスホールディングス大井事業所の所在地となっている。

## 概要
1938年に完成した第一生命が本社を置いていた東京・有楽町の日比谷濠に面して建つ第一生命館は、その後の業容の拡大で1955年頃には手狭となり、第一生命は4度目の新本社建設を迫られた。
第一生命は、新本社建設計画を策定するにあたって、建物の規模は第一生命館の少なくとも2倍以上、敷地も将来のさらなる拡張を視野に入れてできるだけ広大なものを望み計画を練るが、年々過密化が進む都心部において広い用地を確保することは困難であったため、事務効率の向上、職員の通勤や生活環境の改善に配慮して、本社機能を都心部から郊外へ移転させることを決定した。
建設用地は首都圏に求めることにし、幾つかの候補地の中から神奈川県足柄上郡大井町の丘陵が新社屋建設地に選ばれ、
第一生命はその広大な丘陵に近代的な建物を建てて、職員と家族も町に集団移転するとの方針を定めた。この計画は「大会社の田園への疎開」「理想の田園都市づくり」とマスコミも大きく取り上げ、折しも、都市機能の地方分散に関する議論が活発化していた時代背景もあり、識者はこの計画の斬新性と先見性を高く評価した。
新社屋は1963年2月に敷地内の道路建設と敷地工事に着手。1967年10月に「相互台」と命名した丘陵の上に地上18階・地下2階・塔屋1階の新社屋が完成した。この新社屋は日比谷の本社と同じ「第一生命館」と命名され、大井本社（大井第一生命館）と呼称することになった。
東京本社から大井本社への移転は1968年3月（一部は2月）に第一次移転を実施するが、当時は東名高速道路の大井松田インターチェンジ供用前であり、トラック延べ約450台を要し、「日本一の引っ越しとして」話題になった。
大井本社には事務部門とシステム部門を置き、東京本社からは全体の約55%にあたる約1650人が移動。そのうち約1300人は女性職員でその殆どは大井本社に通勤できるように新たに採用した職員だった。また男性職員の殆どは新設の独身寮や社宅に入居し、職住近接の生活を始めた。

### 第一生命の撤退、移転
2008年1月、第一生命は、株式会社化（2010年）に備えた経営効率化の一環で事業所を再編することになり、2011年度をめどに大井第一生命館ビルからの撤退を発表した。当時、大井では子会社を含め約3000人が働いていたが、事務部門900名は日比谷本社（DNタワー21）、システム部門1100名は豊洲本社（豊洲キュービックガーデン）に移り、事務処理、印刷、物流、設備管理の子会社従業員1,100名は大井地区（上大井）の第一生命所有地に新たに建設されたオフィスビル（新大井事業所）に転じ、2011年末までに当ビルから完全に撤退した。
この移転をめぐって大井町では、歳入の減少など、町政への影響を懸念していたが、第一生命新大井事業所は2011年10月11日に竣工、第一生命の子会社である第一生命情報システム・第一生命ビジネスサービス・第一生命総合サービスが入居。2012年度のグッドデザイン賞特別賞を受賞している。

### 譲渡、ビオトピアへ
大井町は2012年2月13日、第一生命がコーヒー・紅茶等の通信販売業、ブルックスホールディングス（本社：横浜市青葉区）に、当ビル及び60万平方メートルの敷地を譲渡することを明らかにした。譲渡額は約20億円と推定されている。
2015年、神奈川県が黒岩祐治知事の進める目玉政策である「未病」改善の拠点施設を県西地域に置くための事業案を募集。
それに応募した大井町とブルックスホールディングスの共同提案が最優秀提案に採択された。採択に則り、ブルックスが買い取った当ビル及び敷地は「未病」をテーマにする体験型施設「未病バレー BIOTOPIA（ビオトピア）」として再整備され、2018年4月28日にオープンした。ブルックスホールディングスは当ビルを大井事業所として使用している。
ビオトピアにはマルシェ、オフィスなどの複数の建物からなり、マルシェでは県西地域の食材を販売する他、レストランやカフェもある。また県の展示施設も配された。このほか、体育館を改造したステージ、1周5.4キロの遊歩道、ドッグランも設けられた。また第2期では2021年の開業を予定で温泉施設を計画、掘削工事を実施し、2022年4月に「フィット＆スパ レ・テルム」としてオープンした。更に第3期では宿泊施設ヴィラを構想している。

### 注
1. ↑  東名高速道路の厚木・大井松田間は1969年5月開通。大井本社の近くに大井松田ICが設置される。これによって、第一生命は東京・大井本社間に事務用連絡自動車を走らせ、1時間40分で行き来できるようになった[7]。
2. ↑  第二次移転を1970年3月、7月に実施[7]。